# Juraci Leite
Gerardo Juraci Campelo Leite (Pedro II, 24 de setembro de 1931 — Teresina, 13 de julho de 2020) foi um dentista, professor e político brasileiro que exerceu oito mandatos de deputado estadual pelo Piauí.

## Dados biográficos
Filho de Cipriano José Leite e Filomena Gomes Campelo Leite. Formado em Odontologia pela Universidade Federal do Ceará foi médico do antigo Instituto de Assistência e Previdência dos Servidores do Estado (IPASE), professor do Instituto Federal do Piauí e da Universidade Federal do Piauí, além de diretor do Colégio Eurípedes Aguiar e do Colégio Estadual Zacarias de Góis (Liceu Piauiense).
Membro do PSP e da ARENA, elegeu-se deputado estadual pelo PDS em 1982. Ligado politicamente a Hugo Napoleão foi reeleito pelo PFL em 1986 sofrendo um revés no pleito seguinte quando ficou na quinta suplência, todavia foi posteriormente efetivado. Reeleito em 1994, 1998, 2002 e 2006, filiou-se ao DEM e obteve um novo mandato em 2010 filiando-se depois ao PSD. Apesar de ter se lançado à reeleição em 2014 desistiu da candidatura um mês antes da eleição.
Morreu no dia 13 de julho de 2020 em Teresina, aos 88 anos, de COVID-19.